# Alma von Wasielewski

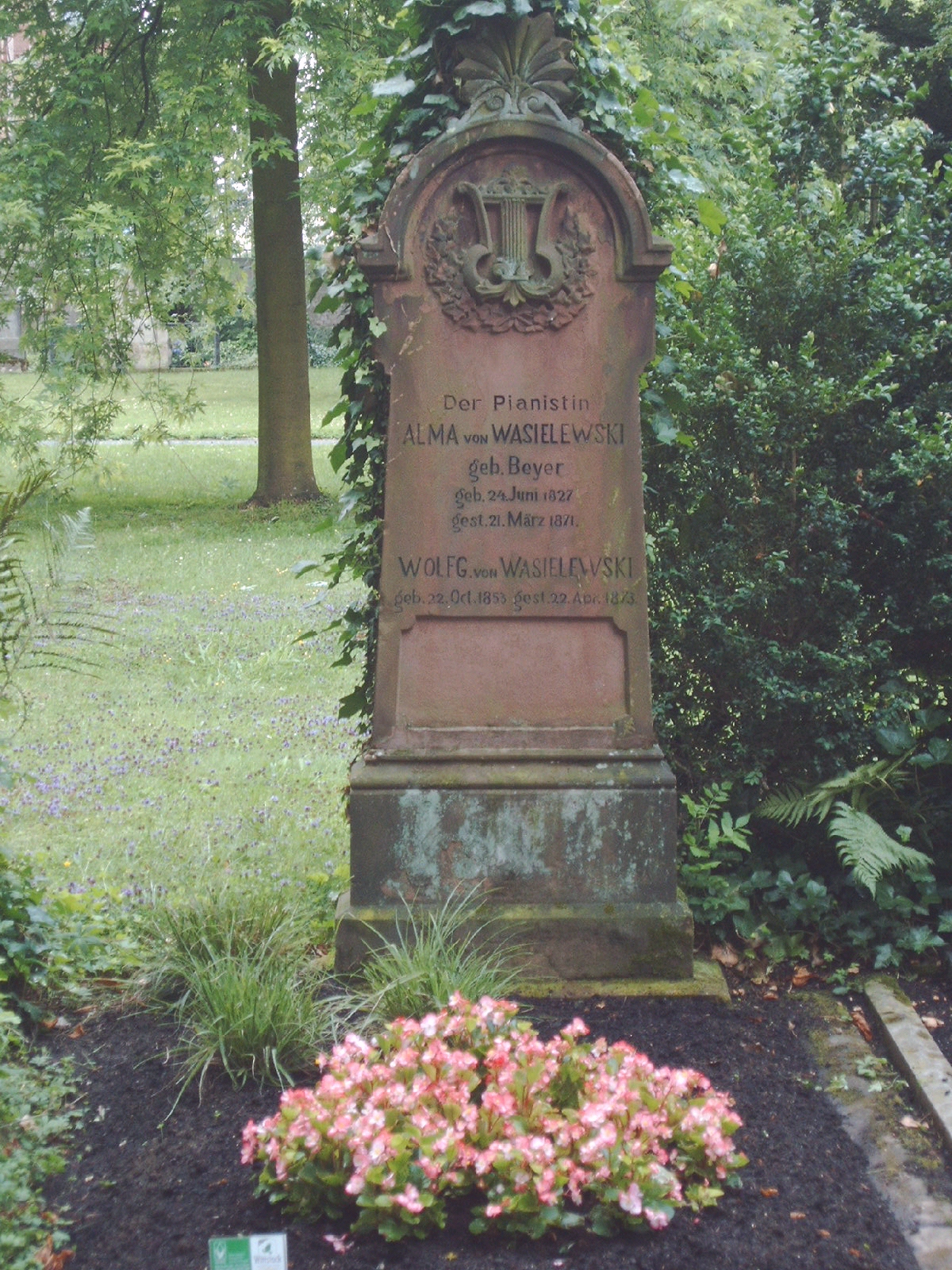
Grab auf dem Alten Friedhof in Bonn

Alma von Wasielewski, geb. Beyer (* 24. Juni 1827 in Freiberg; † 21. März 1871 in Bonn) war eine deutsche Pianistin.

## Leben
Alma Johanna Louise von Wasielewski wurde am 24. Juni 1827 als Tochter des Kgl. Sächs. Gerichtsdirektors Eduard Beyer geboren und war verheiratet mit dem Kgl. Musikdirektor und Musikhistoriker Wilhelm Joseph von Wasielewski (1822–1896).
Sie war eine ausgebildete Pianistin, u. a. auch Schülerin von Friedrich Wieck.
Alma Beyers erstes öffentliches Konzert ist belegt für den 27. März 1849 in Freiberg mit der großen Sonate von Ludwig van Beethoven Op. 47 sowie Adagio und Rondo von Franz Schubert.
Ihr Debüt als Solopianistin bestritt sie am 1. Dezember 1852 mit einem Klavierkonzert von Johann Peter Pixis.

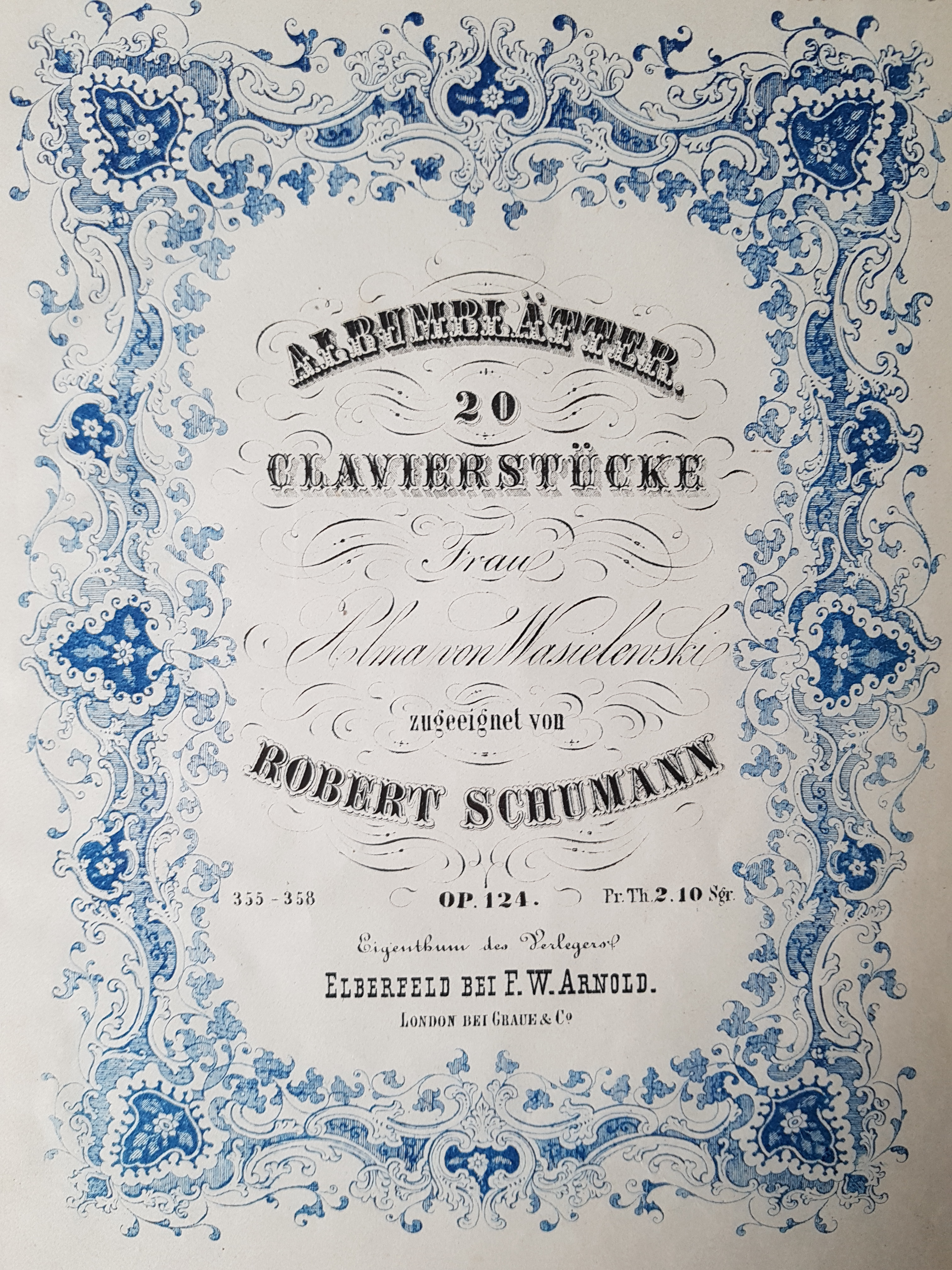
Robert Schumann Albumblätter op. 124, Alma von Wasielewski gewidmet

Eine langjährige Freundschaft zu Clara Schumann, mit der sie sich auch duzte, ist seit den Tagen ihrer Ausbildung bei Friedrich Wieck nachgewiesen. Besonderen Anteil nahm Clara Schumann an der Geburt ihres ersten Sohnes Wolfgang, ebenso wie an dessen tragischen frühen Tod. Robert Schumann widmete ihr seine „Albumblätter“ (op. 124).
Alma von Wasielewski starb am 21. März 1871, ihr Grab befindet sich auf dem Alten Friedhof Bonn.